# Coelopencyrtus australis
Coelopencyrtus australis är en stekelart som beskrevs av John S. Noyes 1988. Coelopencyrtus australis ingår i släktet Coelopencyrtus och familjen sköldlussteklar. Inga underarter finns listade i Catalogue of Life.